# Louis Vezelis
Louis Vezelis (* 29. Januar 1930 in Rochester, New York; † 1. Januar 2013) war Oberer einer sedisvakantistischen Gemeinschaft von Franziskanern in den Vereinigten Staaten und Bischof in der Sukzession des Pierre Martin Ngô Đình Thục. 
Als Kind litauischer Einwanderer trat Louis Vezelis 1949 in das Litauische Vikariat der Franziskaner ein und studierte Philosophie und Theologie in den USA und in Kanada. Am 16. Juni 1956 wurde er durch Kardinal Paul-Émile Léger in Montreal zum römisch-katholischen Priester geweiht. Ab 1957 wirkte er 18 Jahre in der Ostasien-Mission. 1975 kehrte er in die USA zurück. 1978 wurde er aus seinem Orden entlassen, weil er sich der Jurisdiktion seiner Ordensoberen entzogen hatte, da er die Reformen des Zweiten Vatikanischen Konzils nicht mittragen wollte. Zeitweilig arbeitete er mit der Priesterbruderschaft St. Pius X. zusammen, distanzierte sich dann aber von Erzbischof Marcel Lefebvre wegen dessen Ordination durch Kardinal Achille Liénart, einem angeblichen Mitglied der Freimaurer. 
Am 4. Oktober 1979 gründete Vezelis in Rochester das altritualistische Franziskaner-Kloster „Our Lady of the Angels“. Ab 1982 vertrat er sedivakantistische Positionen. Am 24. August 1982 erlangte er in Buffalo, NY, die Bischofsweihe durch den von Moisés Carmona konsekrierten Bischof George Musey. Beide teilten die USA in zwei von ihnen begründete und nach ihrem Anspruch allein rechtmäßige Diözesen katholischer Traditionalisten und Altritualisten. Vezelis wurde Bischof der USA östlich des Mississippi. Eine Reihe von Priestern, darunter Robert McKenna, unterstellten sich seiner Jurisdiktion. 1983/84 lebte der vom Vatikan exkommunizierte Erzbischof Pierre Martin Ngô Đình Thục († 1984) in Vezelis' Kloster in Rochester. 
Louis Vezelis weihte zwei Bischöfe:
- am 24. August 2005 Gilles Butler aus seiner Franziskaner-Gemeinschaft zum Bischof der Westlichen USA,
- am 12. Dezember 2007 den Diözesanpriester Luis Alberto Madrigal zum Ordinarius für Mexiko.[1][2]